# Sud-Est du Piauí

Étendue de la région Sud-Est du Piauí.

La région Sud-Est du Piauí est l'une des 4 mésorégions de l'État du Piauí. Elle regroupe 66 municipalités groupées en 3 microrégions.

## Données
La région compte 502 591 habitants pour 45 910 km².

## Microrégions
La mésorégion Sud-Est du Piauí est subdivisée en 3 microrégions:
- Alto Médio Canindé
- Picos
- Pio IX